# روتانا جت
روتانا جت (به انگلیسی: Rotana Jet) یک شرکت هواپیمایی با کد یاتا RG است که در تاریخ ۲۰۱۰ میلادی تأسیس شده است. دفتر مرکزی روتانا جت در فرودگاه البطین، ابوظبی، امارات متحده عربی واقع شده‌است و قطب این شرکت هواپیمایی در فرودگاه بین‌المللی ابوظبی قرار دارد و به ۱۴ مقصد، پرواز مستقیم انجام می‌دهد.

## مقصدهای پروازی
| Hub | قطب شرکت هواپیمایی |
| ¤   | شهرهای کانونی      |
| ^   | مسیرهای آتی        |
| [T] | مسیرهای تعلیق‌شده   |